# Mesosa rondoni
Mesosa rondoni là một loài bọ cánh cứng trong họ Cerambycidae.